# آرتور درونیان
آرتور درونیان (انگلیسی: Arthur Derounian; با نام مستعار انگلیسی: John Roy Carlson; ۹ آوریل ۱۹۰۹ – درگذشته ۲۳ آوریل ۱۹۹۱) روزنامه‌نگار و پدیدآور ارمنی‌تبار اهل ایالات متحده آمریکا بود.

## زندگی‌نامه
با نام اصلی انگلیسی: Avedis Boghos Derounian به دنیا آمد. درونیان نویسنده آینه تماشاگر ارامنه، مجله فورچن، شورای علیه نابسامانی و دوست دموکراسی بود. در دهه ۱۹۵۰ او سرویس اطلاعات ارمنی را تأسیس و مدیریت آن را برعهده گرفت و تعدادی نشریات را منتشر کرد و در نوشته‌های خود دادخواهی ارمنیان را مطرح کرده‌است. درونیان همچنین مشهور است به ویرایش مانیفست هوهانس کاچازنونی اولین نخست‌وزیر ارمنستان.